# 미지리서치
미지리서치(Mizi Research)는 대한민국의 소프트웨어 개발 업체이다. 1997년 9월 1일 설립되었으며, 2000년 1월에 미지리서치(주), (주)지오테크인터내셔날, (주)오픈와이즈 3개 회사가 합병 통합하여 확장되었다.
초기에는 유닉스용 한글 R4를 개발하였다. 그 후, 리눅스 배포판인 미지 리눅스를 개발하였다. 현재 미지리서치는 유닉스용 한글 및 미지 리눅스 개발은 하고 있지 않다. 2000년 이후에는 임베디드 분야의 리눅스 플랫폼을 주로 개발하고 있다.
SUN의 StarOffice 한글화를 담당했다.
2008년 10월 15일 미국 윈드리버에 인수되었다.

## 주요 개발 제품

### 스마트폰
- SCH-i859 (2008)
- SCH-i839 (2007)
- SGH-i858 (2006)
- SCH-i819 (2006)
- SCH-i519 (2003)

### 텔레매틱스
- INS-7xx (2005)
- INS-3xx (2004)

### 비디오폰
- TI187 (2005)

### PDA
- EnDA C3224 (2002)
- GSL V2002 (2002)

### 인스턴트-온 PC
- LLUON (2003)

### 기타
- Home Network System (2002)
- Advertisment System For Subway
- On-line TIcket Dispenser

## 미지 리눅스
미지 리눅스는 미지리서치에서 개발한 리눅스 배포판의 이름이다. 1999년 8월, 레드햇 6.0을 기반으로 한 미지리눅스 1.0을 리눅스용 한/글 X R4와 함께 발표하였다. 이후 2000년 3월에는 1.1판을, 8월에는 1.5판을, 2001년에는 2.0판을 내어놓았다. 출시 당시에는 본격적인 사무용 리눅스 배포판이라는 평가를 받았고, 1.1판부터는 삼단변신 패키지(samdan)를 제공해서 사무용에서 서버용으로 어려운 조작 없이 '변신'할 수 있도록 했다. 이후 미지리서치에서 리눅스 배포판 개발 사업을 접음으로써 개발이 종료되었다.